# سعيد الأرتيست
سعيد الأرتيست هو عازف طبلة وعازف إيقاع مصري. لعب دورًا كبيرًا في جعل الموسيقى الشعبية المصرية معروفة عالميًا، واشتهر بإصداره "إيقاعات مذهلة"، على تسجيلات هوليوود، ظهر سعيد في العديد من التسجيلات.

## حياته
بدأ مشواره الفني منذ الصغر بمحافظة الإسكندرية مسقط رأسه، إلى أن أصبح له قاعدة جماهرية عريضة هناك، لبراعته وتميزه في العزف الإيقاعي على آلة الطبلة.
انتقل إلى القاهرة عام 1980، وأصبح عضوًا بارزًا في عدد من أشهر وأعرق الفرق الموسيقية والفنية، مثل فرقة هاني مهنّا، والفرقة الماسية، وفرقة خالد فؤاد، وأوركسترا المايسترو مصطفى ناجي.
شارك بالعزف مع عمالقة الطرب في مصر والوطن العربي، مثل فايزة أحمد، و صباح، و طلال مداح ، و سعاد محمد ، و وردة، ووديع الصافي، وكارم محمود، وفايد محمد فايد، ومحمد عبده، وميادة الحناوي، وعمرو دياب، وأصالة نصري ، وهو ايضًا صانع الطبل اليوناني الشهير taeo gric صمم له طبلة خاصة عام 2014 منقوشًا عليها اسمه بماء الذهب، أصبحت ماركة عالمية وصل سعرها لأكثر من ألف ومائة يورو.
أنشأ مدرسة خاصة به لتعليم اّلة الطبلة، وأسس أيضًا فرقة (الإيقاعات الشرقية).
اعتاد تقديم مواهب جديدة في حفلاته بأبرز الأماكن الثقافية ومنها دار الأوبرا المصرية، ومسرح الجامعة الأمريكية بالقاهرة، ودار أوبرا مسقط بعمان، وأوبرا أبوظبي، وأمريكا، واليابان، ومكتبة الإسكندرية، ومسرح سيد درويش، ومهرجان الموسيقى العربية.